# Vila Mir
Vila Mir (v srbské cyrilici Вила Мир) se nachází v bělehradské čtvrti Dedinje a sloužila jako jedno ze sídel bývalé jugoslávské hlavy státu, Josipa Broze Tita.
Vila byla rovněž známá také jako Oválná budova. Vybudována byla na konci 70. let 20. století. Disponovala bílým a zlatým salonem pro příjem hostů. Celková plocha stavby pro potřebu hlavy státu měla 4000 m2. Měla vlastní bazén, saunu a zázemí pro případné léčebné procedury, které musel Tito ve svém vysokém věku podstupovat. Podle jedné z městských legend byl bazén plněn léčivou vodou dovezenou až z Argentiny, což bylo později správci domu vyvráceno.

## Historie
Tito se do luxusní vily nikdy nenastěhoval; původně se měl přestěhovat dne 22. prosince 1979 na den Jugoslávské lidové armády, nakonec však vzhledem k špatnému zdraví maršála, které vedlo k jeho dlouhodobé hospitalizaci, z něj sešlo. Po jeho smrti se stala součástí Pamětního centra Josipa Broze Tita. V roce 1984 byla otevřena veřejnosti jako muzeum; byly zde vystaveny osobní předměty z života Josipa Broze v počtu 4500 exponátů, různá ocenění která obdržel z celkem 68 zemí. 
V roce 1999 po bombardování Jugoslávie ji začal využívat tehdejší prezident Slobodan Milošević a jeho rodina. Milošević nechal interiér vily přestavět; do současné doby se zde nachází řada prvků typických pro 90. léta 20. století. V této vile byl také později i zatčen a odsud byl odvezen do ústřední bělehradské věznice. Vila patří i nadále srbskému státu a občas se zde konají setkání různých politických představitelů, např. v roce 2017 se zde setkali zástupci Srbska a republiky srbské.